# Hatohobei (Palaos)
Ne doit pas être confondu avec l'État de Hatohobei et l'île de Tobi (Hatohobei).

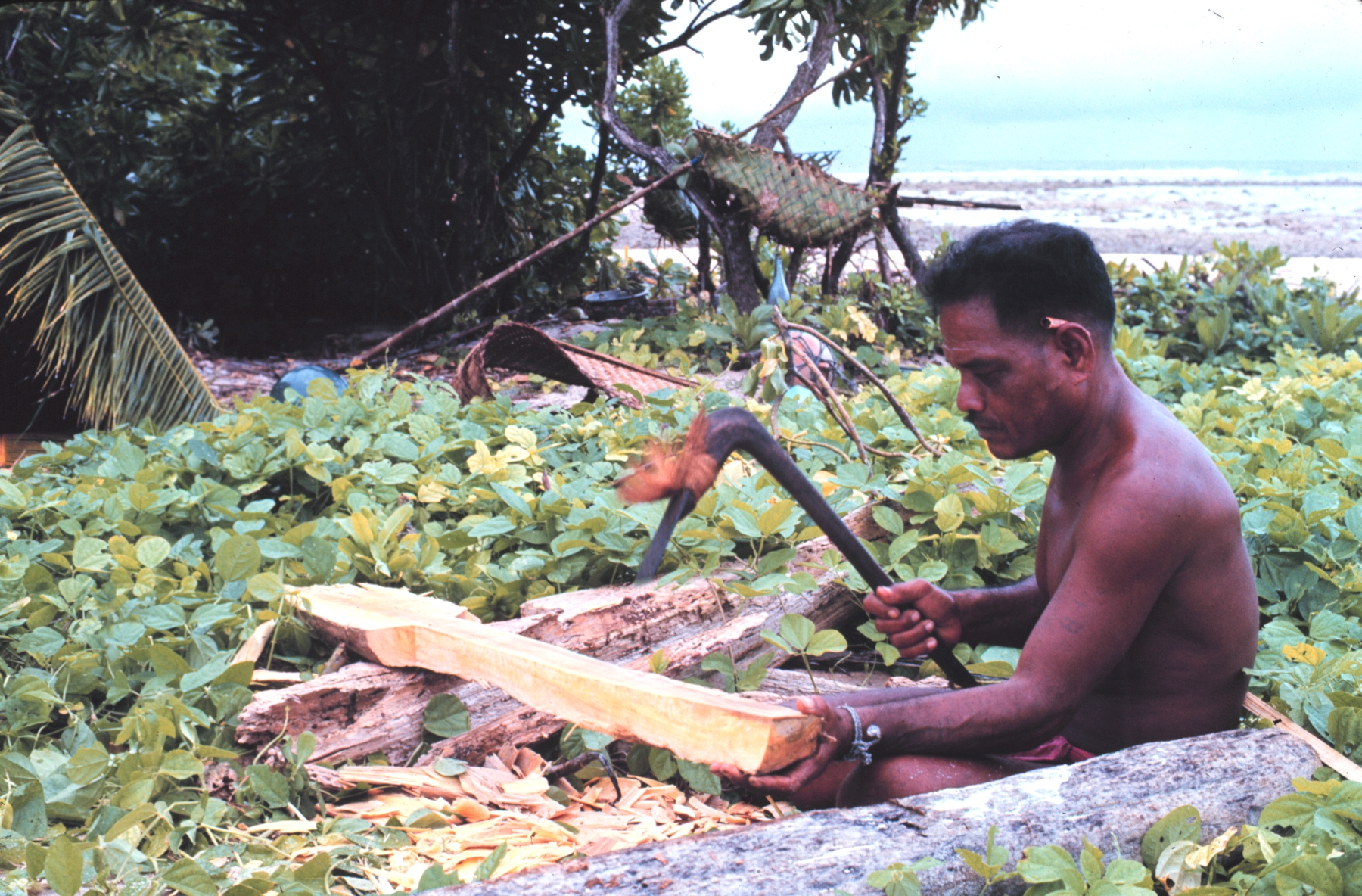
Tobien fabriquant une pagaie.

Hatohobei est un village de l'île du même nom, capitale de facto de l'État de Hatohobei.

## Géographie
Le village se trouve à l'ouest de l'île. Il s'agit de l'unique village de l’État de Hatohobei, en dehors de l'avant-poste de l'île Helen.

Le village sur l'île de Tobi.
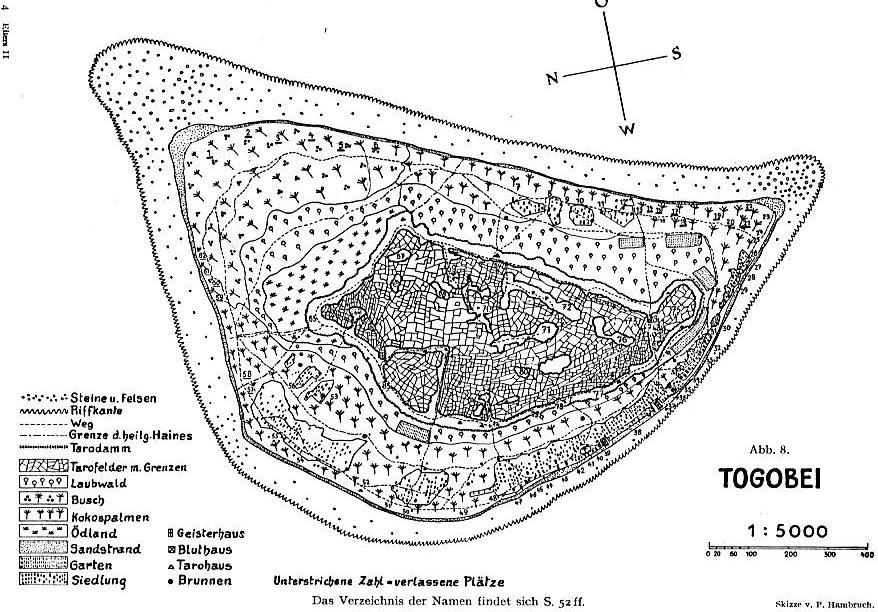
Découpage de l'île par Paul Hambruch durant l'expédition Thilenius (1908-1910).
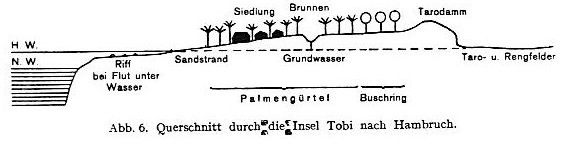
Coupe est-ouest de l'île de Tobi par Paul Hambruch durant l'expédition Thilenius (1908-1910).

## Administration
L'île n'est pas officiellement élevée au rang de capitale par la constitution de l'État de Hatohobei, cependant elle est érigée en siège du gouvernement par les articles I et VII, section 1 de la constitution. Ainsi, le gouverneur de Hatohobei ou le lieutenant-gouverneur de Hatohobei doivent résider alternativement, ou ensemble, dans le village, siège du gouvernement.

## Économie
Ayant un temps reposé sur l’exploitation du phosphate et l’exportation de la coprah, l'économie du village repose principalement sur la pêche et la culture de subsistance.

## Population et société

### Démographie
| 1788 | 1832 | 1846     | 1860 | 1898 | 1901     | 1906      | 1907 | 1909 |
| ---- | ---- | -------- | ---- | ---- | -------- | --------- | ---- | ---- |
| 200  | 350  | env. 350 | 200  | 950  | env. 550 | env. 1000 | 900  | 968  |

| 1925 | 1930 | 1935 | 1945 | 1946 | 1958 | 1967 | 1970 | 1973 |
| ---- | ---- | ---- | ---- | ---- | ---- | ---- | ---- | ---- |
| 225  | 180  | 172  | 123  | 129  | 103  | 60   | 64   | 48   |

| 1980 | 1986 | 1990 | 1995 | 2000 | 2005 | 2015 | - | - |
| ---- | ---- | ---- | ---- | ---- | ---- | ---- | - | - |
| 74   | 35   | 22   | 51   | 23   | 44   | 25   | - | - |

### Éducation
Le village comprend la seule école primaire de l’État. Établie en 1962, elle compte trois élèves en 2017. Le ministère de l’éducation paluan a installé des citernes afin d'alimenter l'école et sa cuisine en eau en cas de sécheresse. L'actuelle professeur/directrice de l’école est Rosa K. Andrew (depuis 1994). Les précédents directeurs étaient : Fabian Basilio (1962-1968) et Isauro Andrew (1968-1994).

### Habitations et ressources
L'habitat et les ressources ont été décrits notamment durant l'expédition Thilenius entre 1908 et 1910.

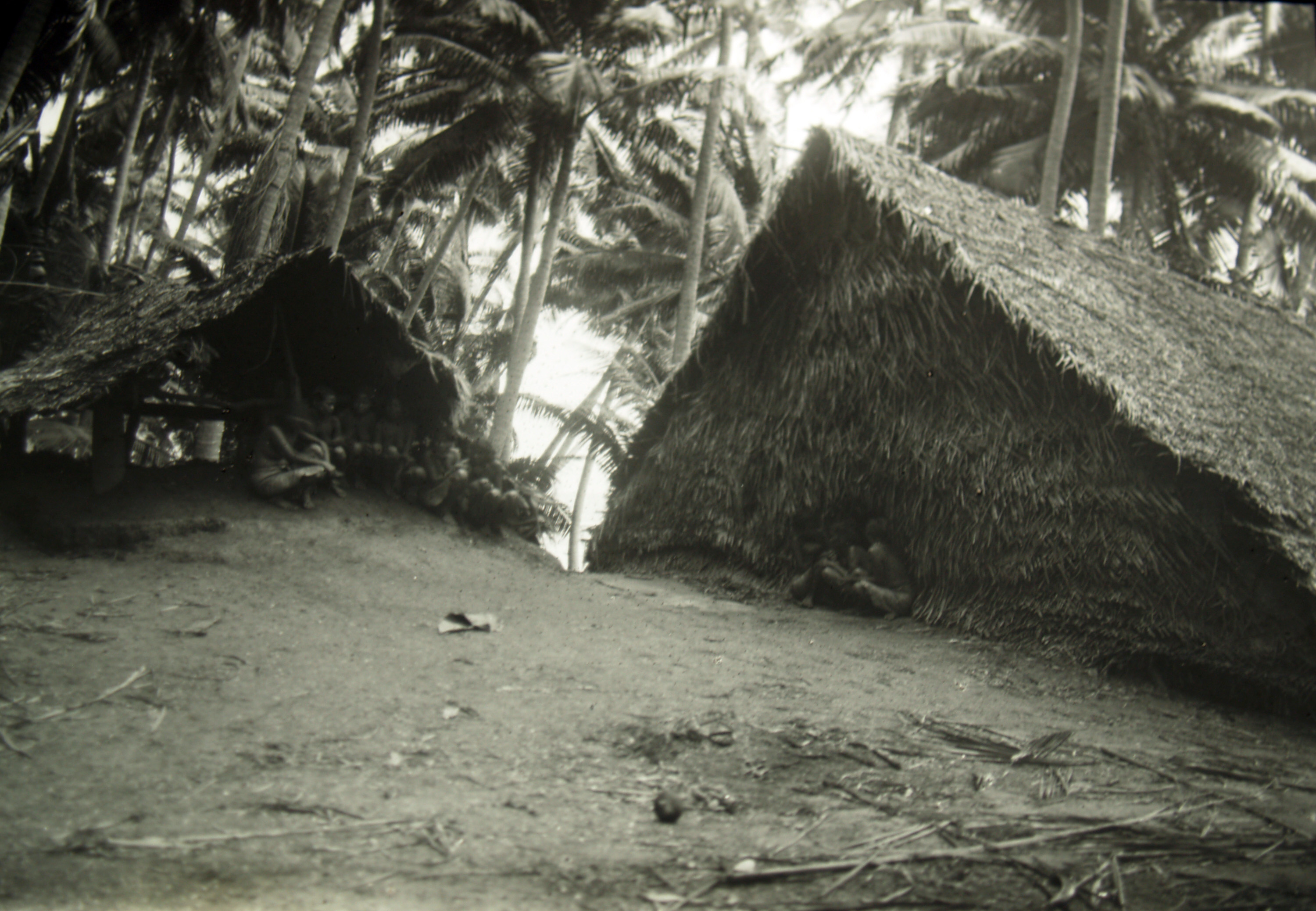
Deux huttes sur Tobi. Photo prise durant l'expédition  Thilenius.
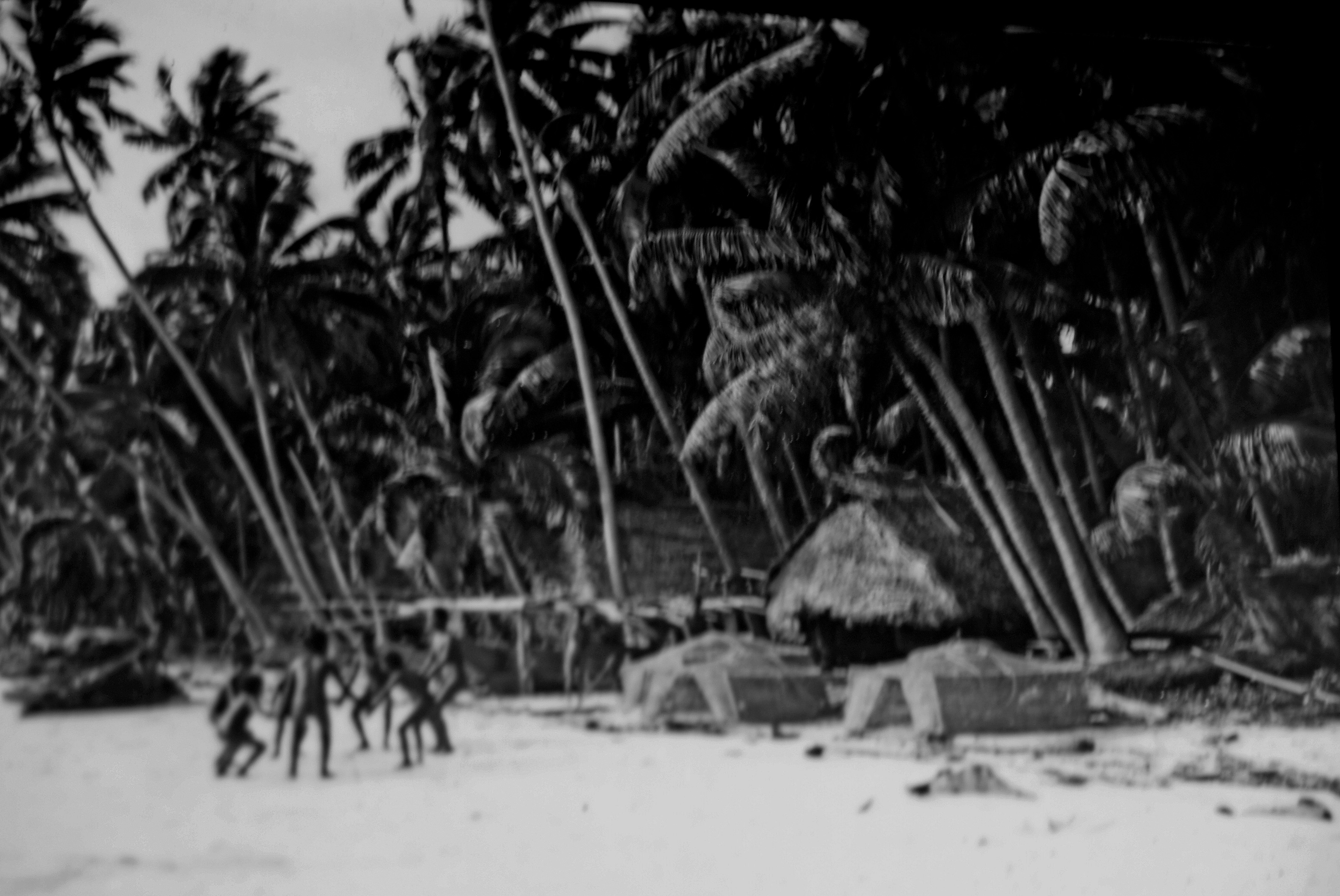
Plage ouest avec des habitations. Photo prise durant l'expédition Thilenius.
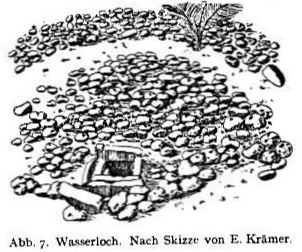
Trou d'eau sur l'île, dessin de Elisabeth Krämer-Bannow durant l'expédition Thilenius.
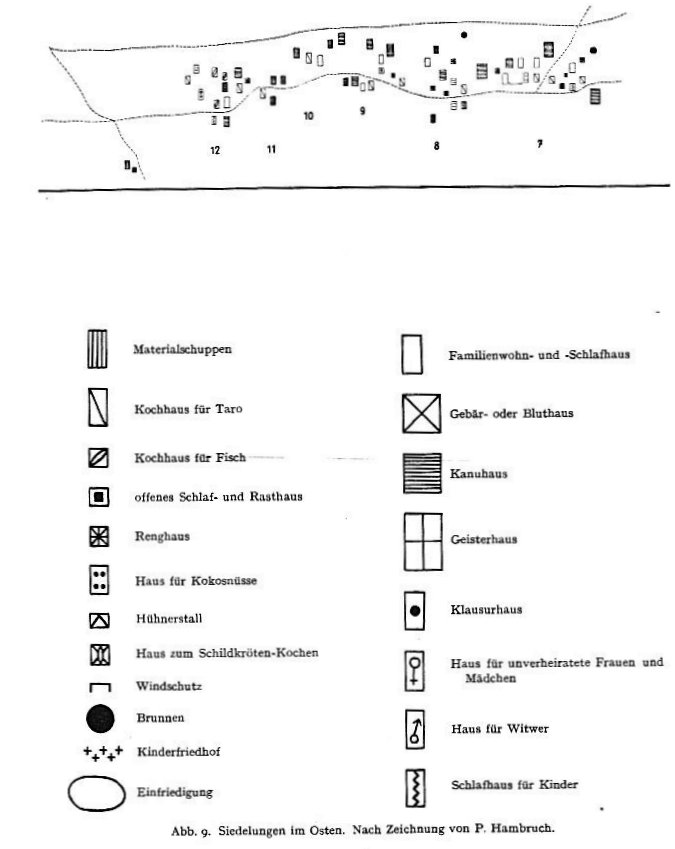
Les habitations de l'est de l'île en 1908 et 1910.
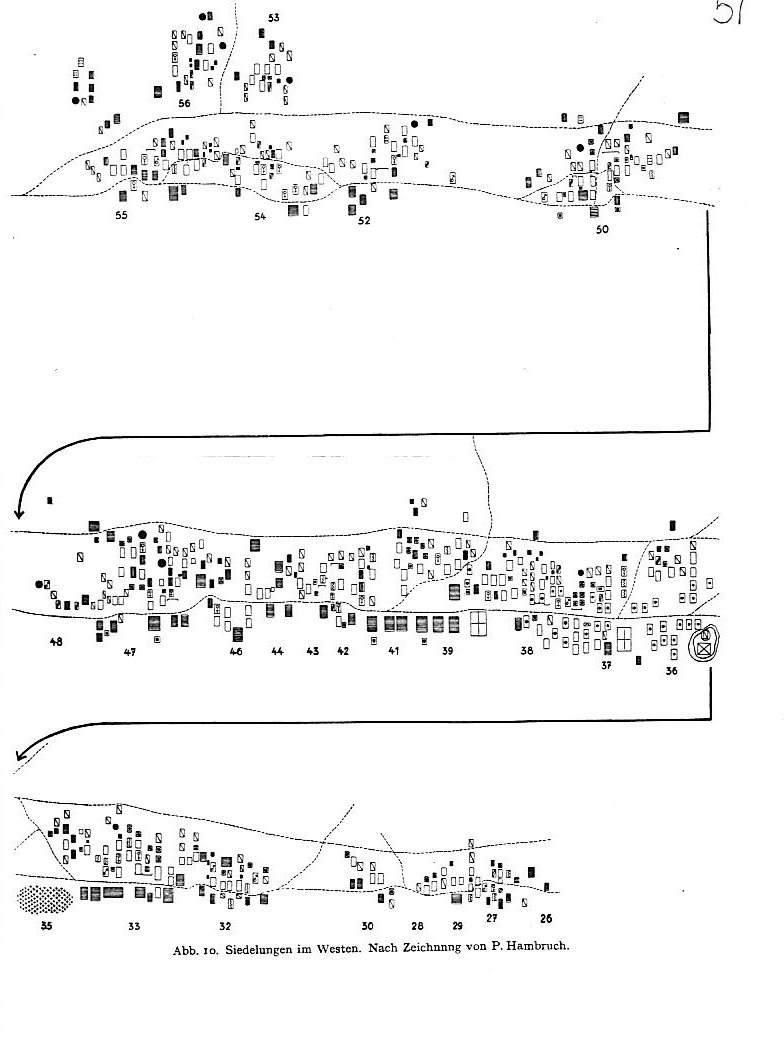
Les habitations à l'ouest de l'île en 1908-1910.
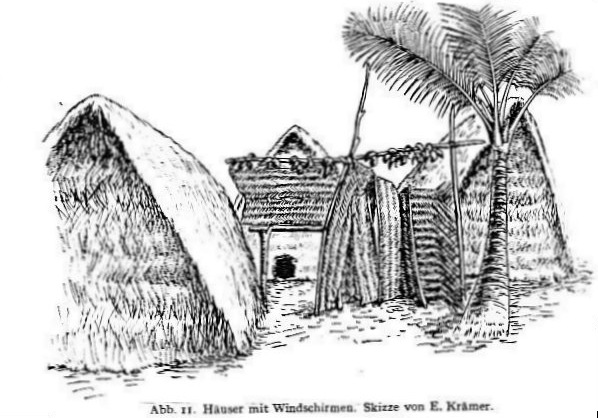
Paravent d'une maison en 1908-1910.
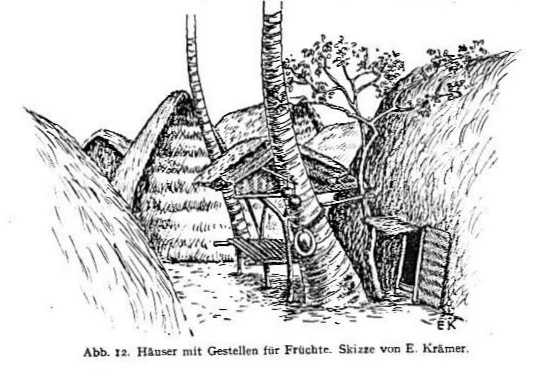
Entreposage des fruits près d'une maison en 1908-1910.